# Brunčica
Brunčica ali odrnica  je majhna luknja narejena v zidni strukturi za namestitev koncev palic (majhen okrogel les) ali tramov, ki se imenujejo bruna (na dveh straneh obtesano deblo) in so namenjena podpiranju zidarskega odra. Brunčice ali odrnice lahko segajo skozi zid in na ta način zagotovijo možnost namestitve odra ali druge konstrukcije na obeh straneh zidu.
Gradbeni oder je bil v zgodovini pogost, zato tudi brunčice segajo že v obdobje antičnih stavb. V srednjeveški vojaški arhitekturi so to kvadratne luknje s stranico približno 15 cm. Sam izraz brunčica je sicer novejšega datuma in se danes še vedno uporablja.  Gradbeni oder se lahko podpre na zunanjih koncih z navpičnimi drogovi (najbolj običajno), z enim koncem na konzolah, ki so trdno zasidrane v zidu ali segajo skozi zid za zagotavljajo oporo za odre na obeh straneh. Tramovi odra se lahko odžagajo ob zidu, če jih ni mogoče odstraniti , se pa brunčice (luknje), ki ostanejo, običajno izpolnijo po odstranitvi ogrodja, da se prepreči vstop vodi v zid. Notranje luknje lahko ostanejo odprta, še posebej, kadar prostor ni fino obdelan.
Neenaka velikost in razmak lukenj je pomenila, da te niso vplivale na trdnost zidov in so v dobro ohranjenih gradovih, kot je grad Beaumaris, stare brunčice še vedno vidne.
V Belgiji in severni Franciji so bile zelo pogost arhitekturni element civilne arhitekture devetnajstega stoletja in pogosto uporabljene kot dekorativni element. Običajno so bile narejene nižje od ravni venca. Pogosto so bile uvrtane v mansardi in lahko zavarovane s kovinskim držalom. Luknja je pogosto zaprta s kosom dekorativnega okrasa kot je levja glava (okoli 1830). Pogosto so bile uporabljene pred prihodom hidravlične ploščadi in motornih lestev za premikanje pohištva v nadstropja hiš.

## Galerija
- Brunčice za postavitev odra tečejo ob zgornji strani obrambnega zidu v Aigues-Mortes, Francija.
- Konzolni nosilci podpirajo rampo za dostop do odra.
- Večina brunčic je pri tem odru še vedno vidnih.
- Nemški zidar pri delu, z gradbenim odrom.
- Srednjeveške brunčice
- Kovinski element je vtavljen v brunčico, druga polovica 19. stoletja.
- Primer uporabe brunčice.